# Tina Marsh
Tina Marsh (* 18. Januar 1954 in Annapolis; † 16. Juni 2009) war eine amerikanische Jazzmusikerin (Gesang, Komposition). In Austin (Texas) wirkte sie als künstlerische Leiterin des Creative Opportunity Orchestra.

## Wirken
Marsh arbeitete während der späten 1970er Jahre als Schauspielerin in New York City und Philadelphia. Während ihres Aufenthalts in New York begann sie, Interesse am Jazzgesang zu entwickeln. Nach ihrem Umzug nach Austin besuchte Marsh Konzerte von Anthony Braxton und Sam Rivers im Armadillo World Headquarters. Diese Auftritte inspirierten sie zur Gründung ihrer ersten professionellen Gruppe, dem New Visions Ensemble, mit Alex Coke, Rock Savage, Booka Michel und Horatio Rodriguez. C. Michael Bailey von All About Jazz zufolge nutzte sie ihre Stimme ähnlich wie Meredith Monk.
Auf Anregung von Charlie Haden studierte Marsh 1980 am Creative Music Studio in Woodstock. Nach ihrer Rückkehr nach Austin gründete sie im selben Jahr das großformatige Creative Opportunity Orchestra, wobei dessen Kern aus den Mitgliedern des New Visions Ensemble bestand. Die Formation war zunächst kollaborativ; Marsh übernahm allmählich eine Führungsrolle und wurde Leiterin der Gruppe, mit der sie vier Alben vorlegte. Weiterhin ist sie auf Alben von Alex Coke und Jay Rozen zu hören. Marsh trat zudem öffentlich als Teilnehmerin des Austin Jazz Workshops mit Carla Bley, Hamiet Bluiett, Vinny Golia, Dennis González, Billy Hart, Roscoe Mitchell, Steve Swallow und Kenny Wheeler auf.
1994 wurde bei Marsh Brustkrebs diagnostiziert und behandelt. 2008 war der Krebs mit Metastasen zurückgekehrt. Dennoch blieb sie weiter aktiv. Marsh starb am 16. Juni 2009.

## Auszeichnungen
Im Jahr 2000 wurde Marsh in die offizielle Liste der Texas Music Hall of Fame aufgenommen. Im Jahr 2008 ernannte die Austin Critics Table Marsh zum Mitglied der Austin Arts Hall of Fame.